# Дюссельдорфська художня школа

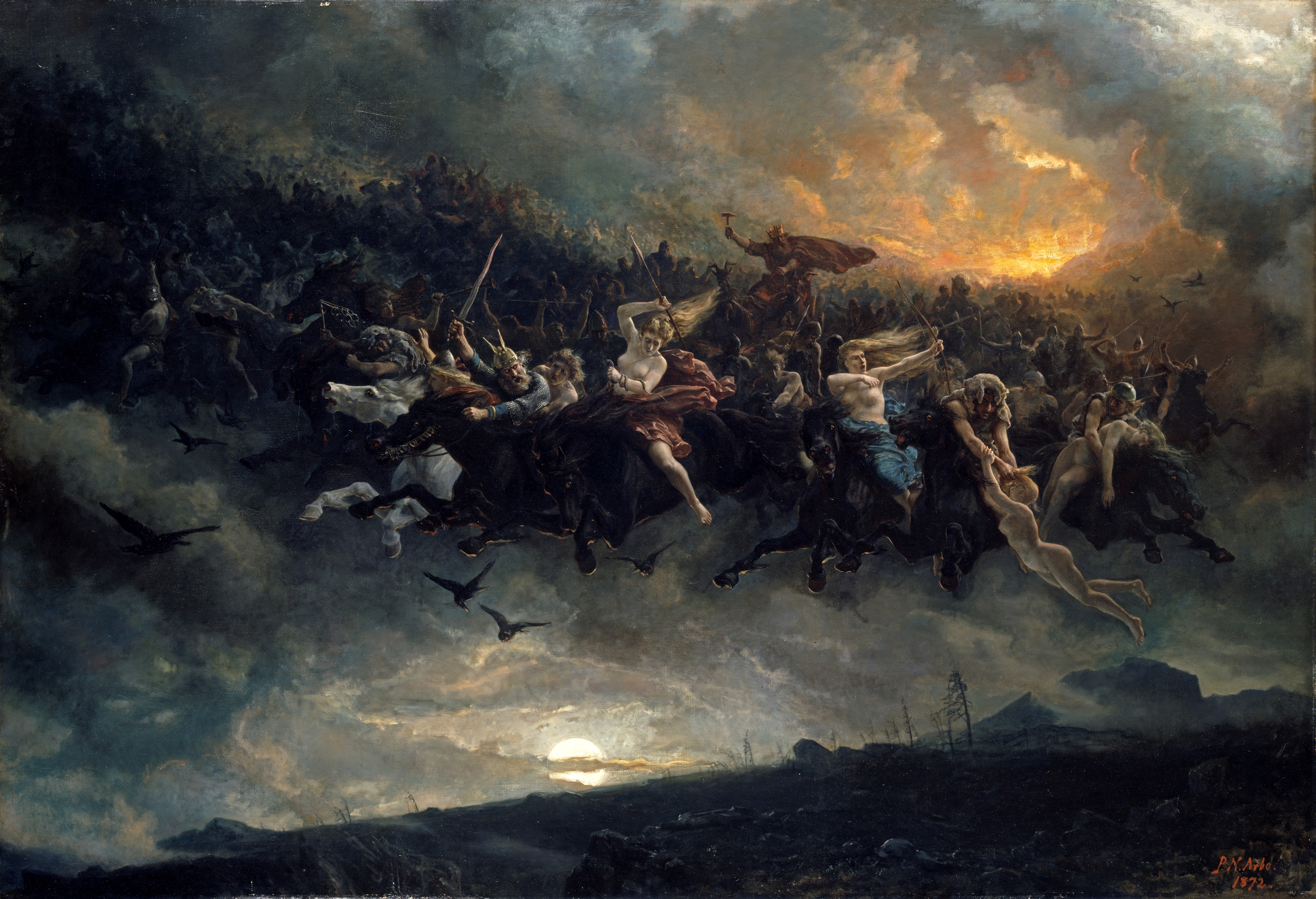
Петер Ніколай Арбо. «Дике полювання бога Одіна», 1872 р.

Дюссельдорфська художня школа (англ. Düsseldorf school of painting) — впливова у Німеччині та світі західноєвропейська художня школа, що виникла в місті Дюссельдорф, пропагувала настанови академізму і обмеженого німецького романтизму.

## Історія при першому директорі

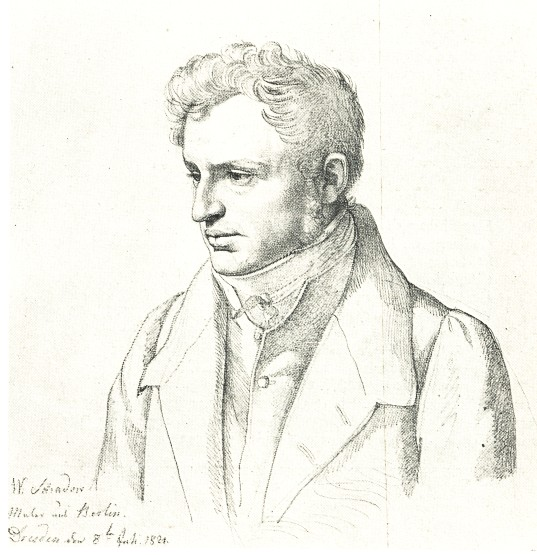
Худ. Карл Крістіан Фогель фон Фогельштейн. «Портрет Вільгельма фон Шадова», 1821 р.

Приміщення пройшло ремонт у 1818-1819 рр. і було відкрите як художня академія у місті Дюссельдорф. Датою заснування вважають 1819 р. Відносно пізнє заснування і розповсюджені консервативні смаки у тодішній Німеччині спонукало використати вже існуючий досвід подібних художніх академій. Тому перший директор Петер фон Корнеліус (1783—1867) дотримувався настанов пізнього класицизму (обмеженого, несміливого і дріб'язкового в німецьких князівствах) та академізму. Первісно в академії пропонують релігійні композиції, історичний живопис, літературні сюжети і пейзажний живопис, що тяжів до італійських краєвидів (Італію ще традиційно сприймають як батьківщину мистецтв, чому сприяли візити туди поета Гете, історика Вінкельмана, низки другорядних німецьких художників, переважно пейзажистів 18 ст.) Сам Петер фон Корнеліус дотримувався академізму римського зразка, що йшов від епігонів Рафаеля Санті, мистецтво школи котрого сприймав як неперевершений зразок для наслідування. Керування академією Петером фон Корнеліусом тривало з 1819 до 1825 р.

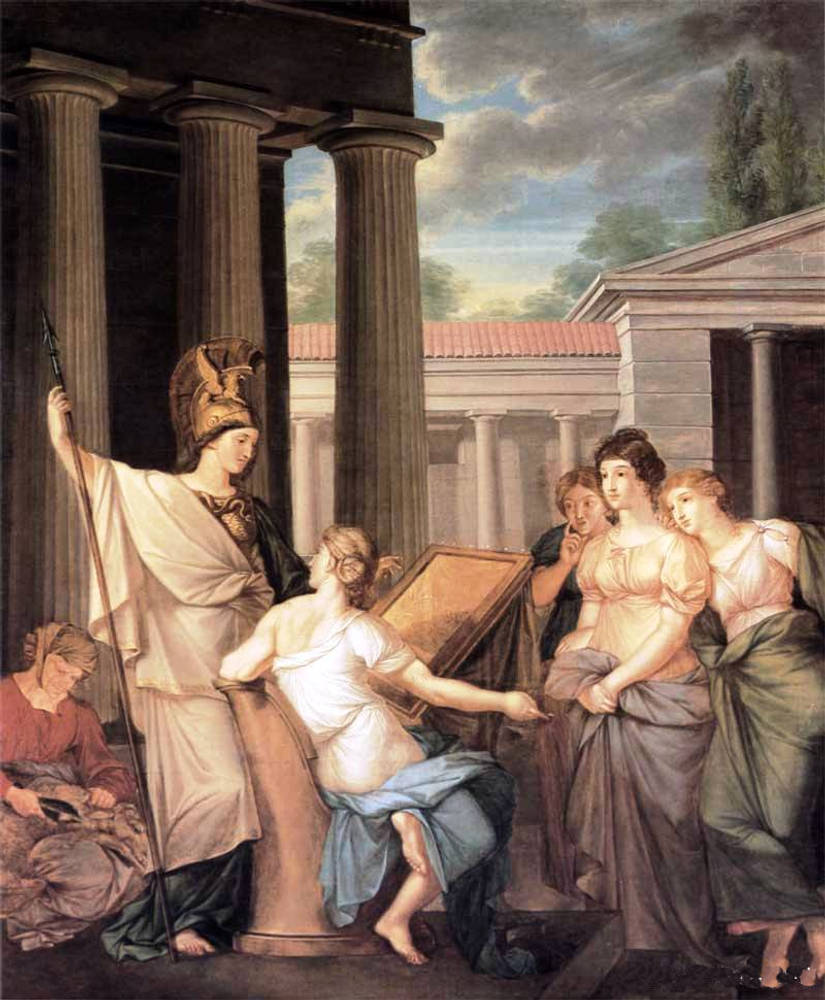
Петер фон Корнеліус. «Афіна навчає грецьких жінок ткацтву»
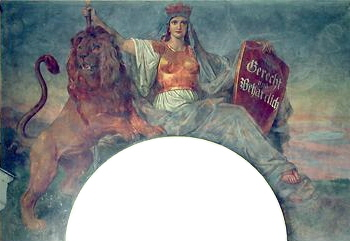
Петер фон Корнеліус. «Алегорія Баварії»
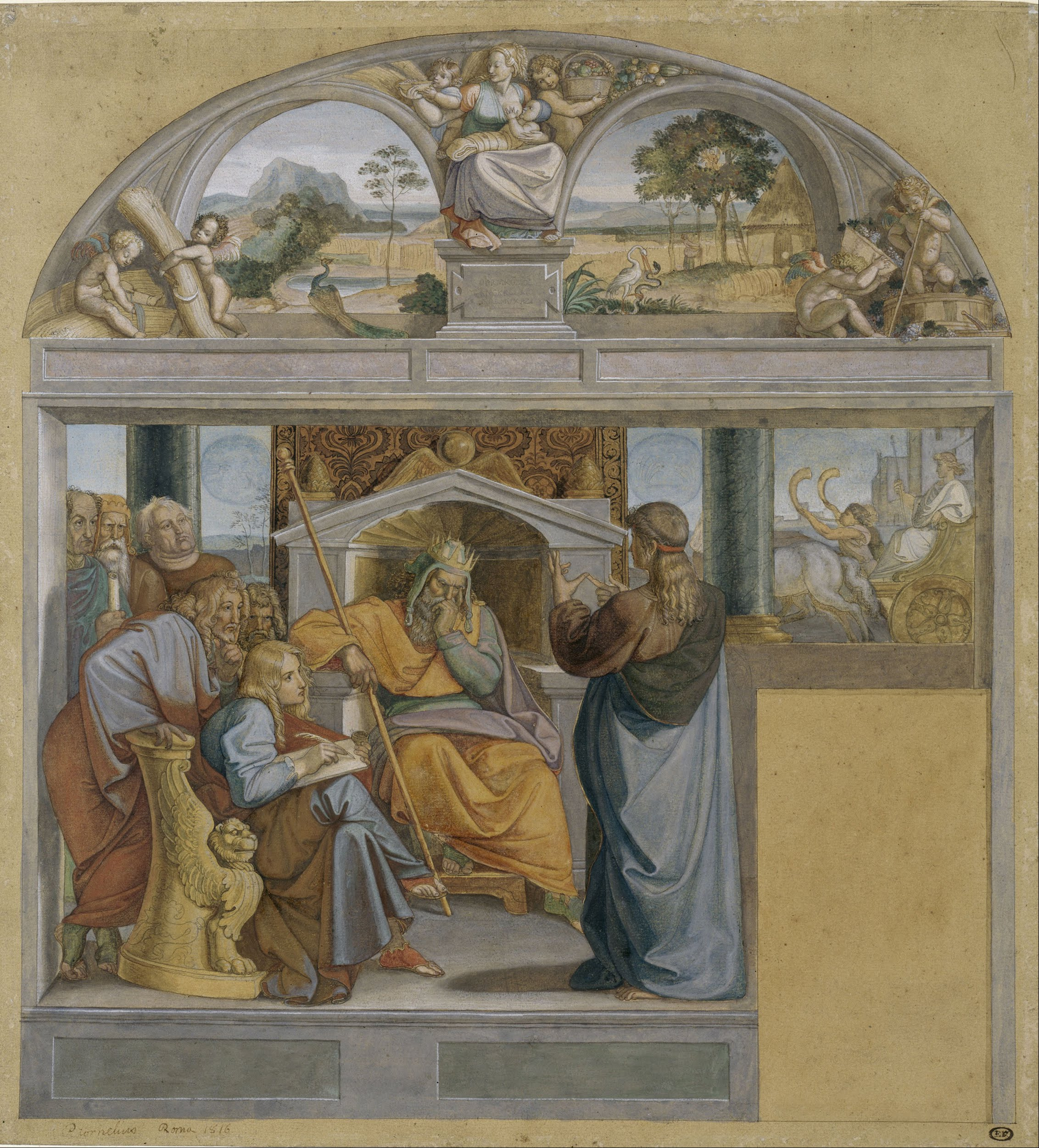
Петер фон Корнеліус. «Йосип тлумачить сни фараона», 1816 р.

## Період стабілізації та розвитку

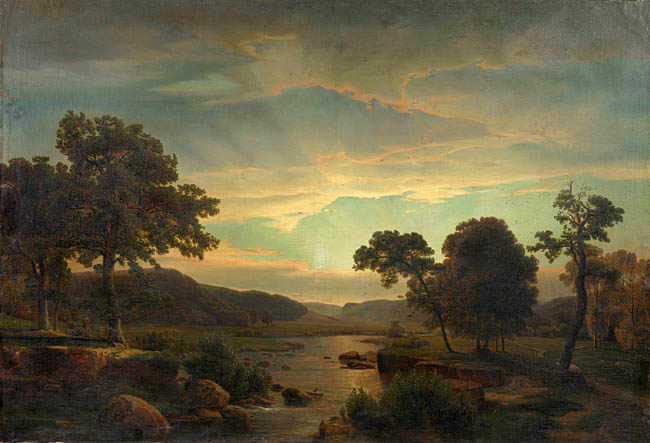
Фрідріх Лессінг. «Пейзаж з романтичним освітленням»

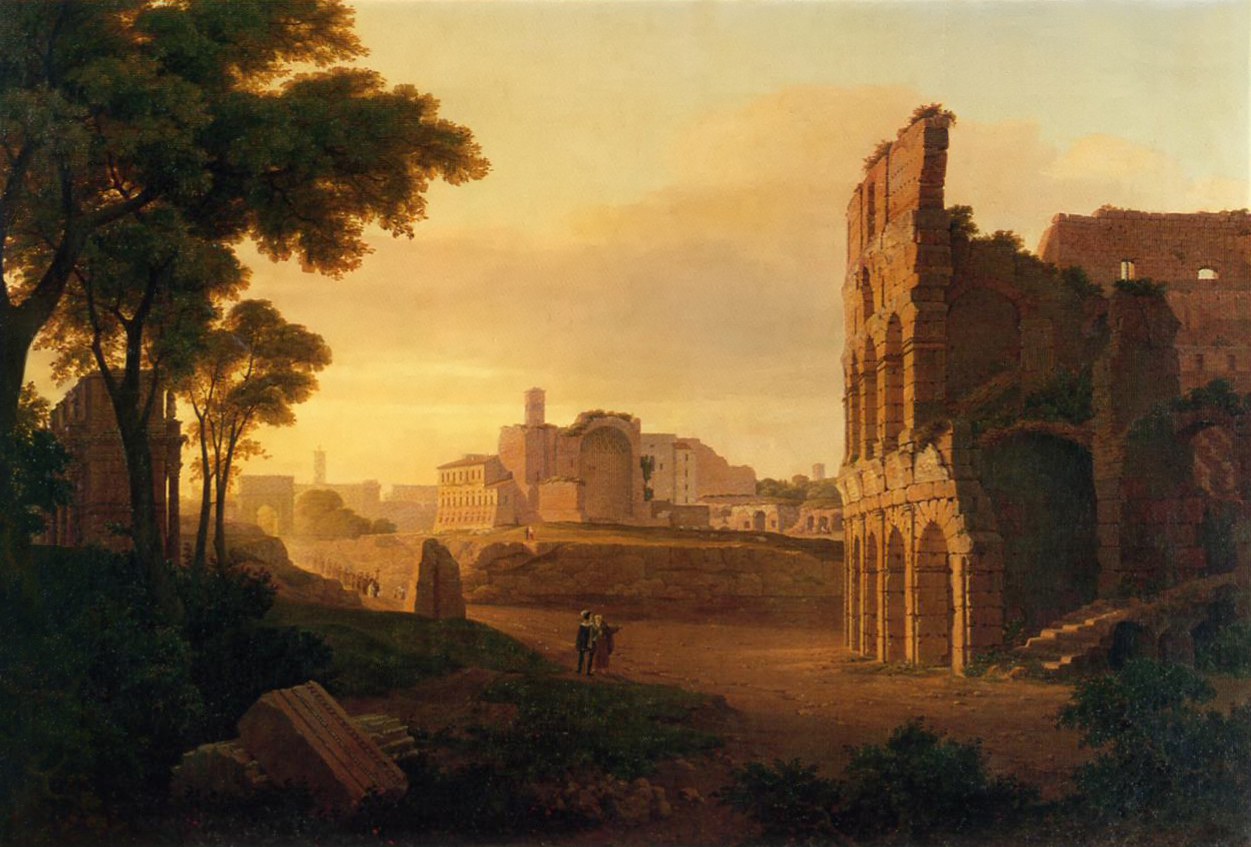
Рудольф Вігман. «Рим, Форум і Колізей», 1835 р.

Певний період стабілізації навчального закладу розпочався за керування другого директора Вільгельма фон Шадова (1788—1862). Шадов та секретар академії, Карл Йозеф Ігнац Мослер, що викладав історію мистецтв, діяльно цьому сприяли. Академія почала приймати учнів як з німецьких князівств, так і з сусідніх країн, іноді досить далеких (Норвегія, Швеція і Фінляндія, Російська імперія, Сполучені Штати, навіть Австралія).
Художня продукція школи почала користуватись попитом у покупців з середнього класу та власників приватних німецьких галерей. Відкрили філії галерей, де продають твори дюссельдорфських виучеників, у містах Дюссельдорф, Кельн, Берлін, Нью-Йорк. (В останньому та на його околицях мешкає потужна німецька діаспора, що зберігає німецьку ідентичність, німецьку мову і німецькі традиції в побуті). Все це сприяє популяризації картин і імен представників дюссельдорфської школи, продажу їх картин.
Історики пізніше додадуть, що дюссельдорфська школа надто повільно еволюціонувала у своєму розвитку, що її почали обганяти ще представники французького академізму, класицизму кінця 18 ст., французького романтизму, нарешті барбізонська школа та майстри предімпресіонізму з їх сміливим мазком, працею на пленері, сміливими актуальними сюжетами, іноді узятими з бурхливої реальності (Революційний класицизм і його графіка, «Пліт Медузи» Жеріко чи його «Піч для випалення вапна», " Свобода, що веде народ " Делакруа). Нічого подібного дюссельдорфська школа не знає, де працюють в межах академічного реалізму з його ієрархією жанрів (перші місця за історичним живописом і релігійними композиціями, потім портрет, натюрморт і пейзаж). Настанови обмеженого німецького романтизму дозволяють використання різних ефектів атмосферного освітлення, котрих буде вдосталь в картинах у німецьких і американських виучеників дюссельдорфської школи та у представників американської школи річки Гудзон.

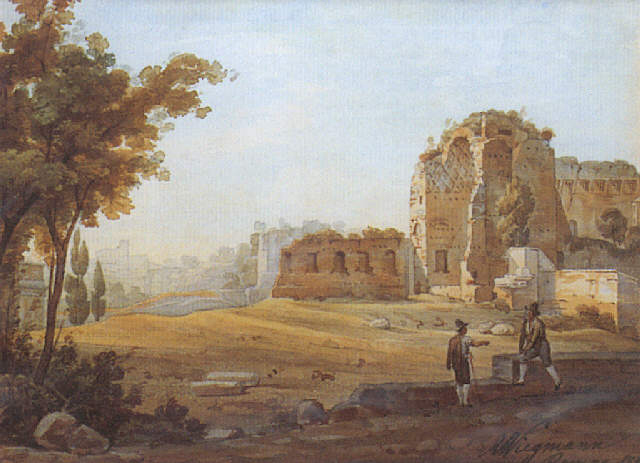
Рудольф Вігман. «Руїни на форумі в Римі», 1832 р.
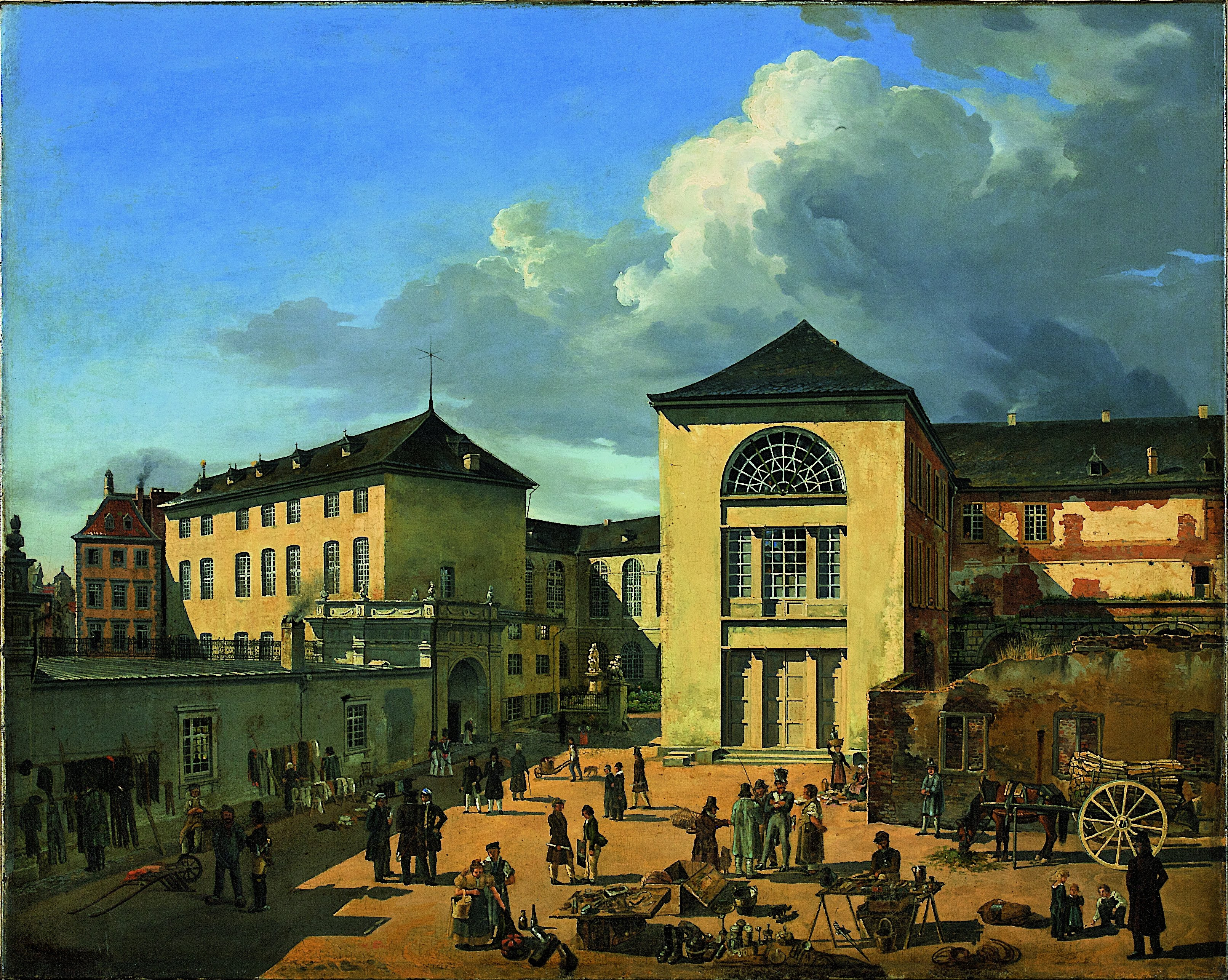
Андреас Ахенбах. «Стара споруда художньої академії у Дюссельдорфі», 1831 р.
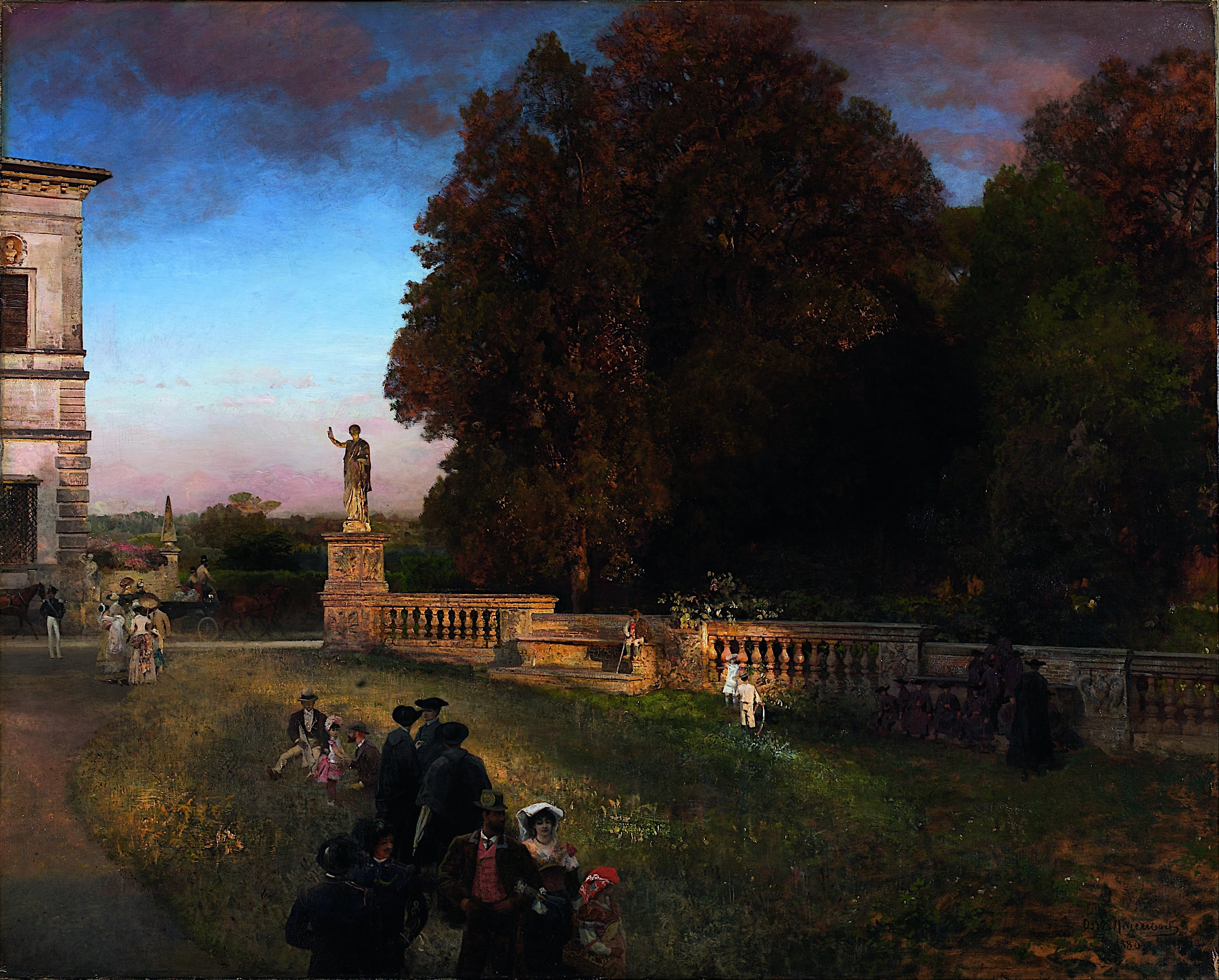
Освальд Ахенбах. «Парк вілли Боргезе»
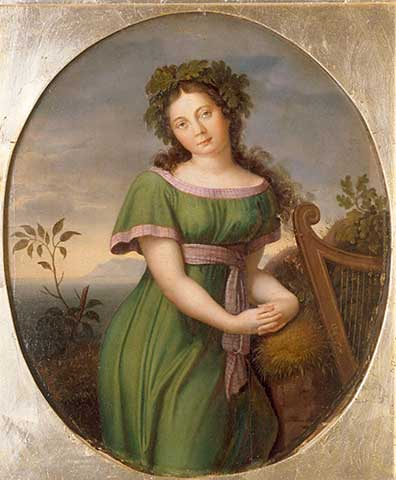
Вільгельм фон Шадов. «Співачка Анна Мільдер в ролі Мальвіни», опера «Оссіан»

## Картини з гумором

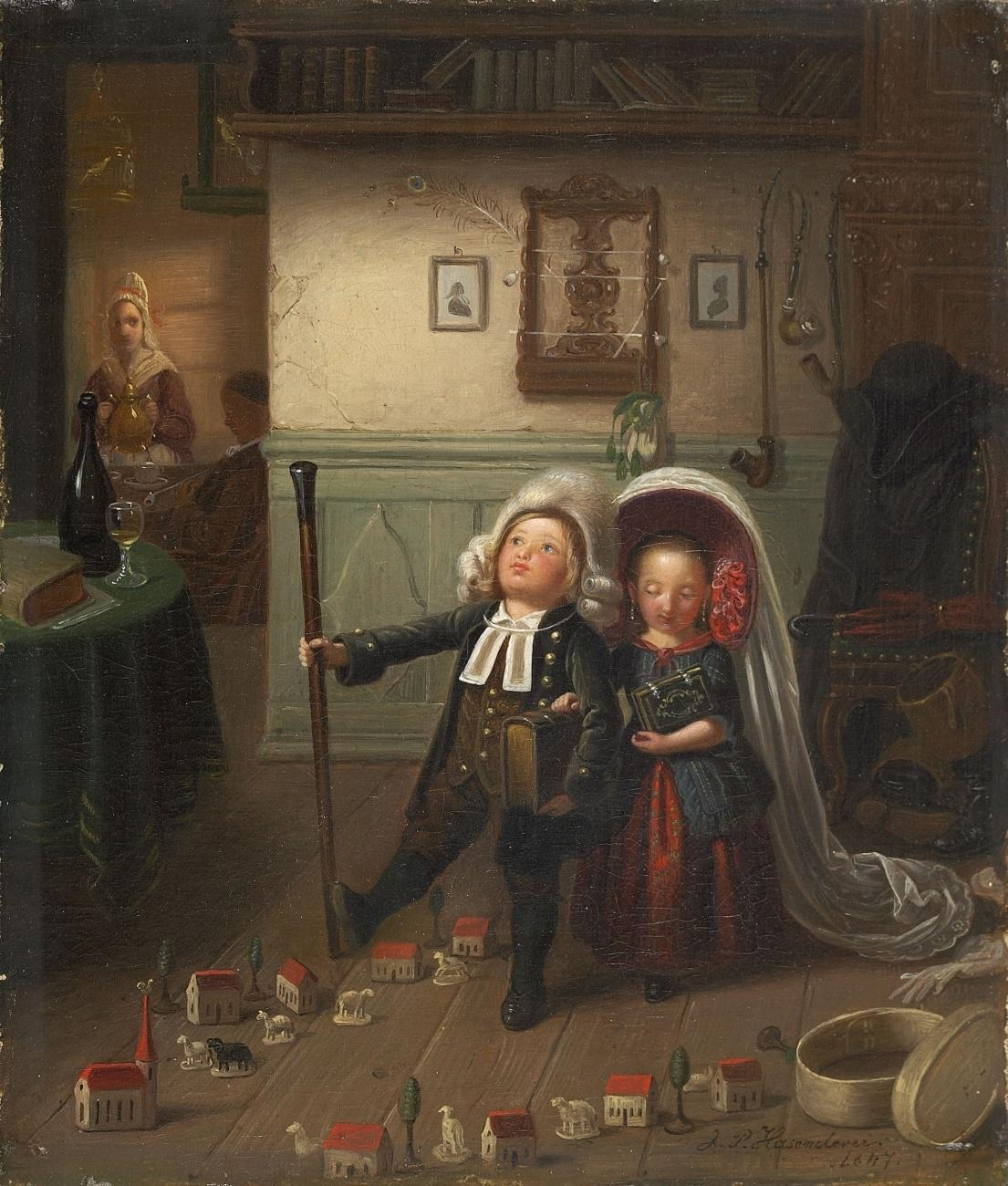
Йоган Петер Газенклевер. «Ігри дітей пастора», 1848 р.
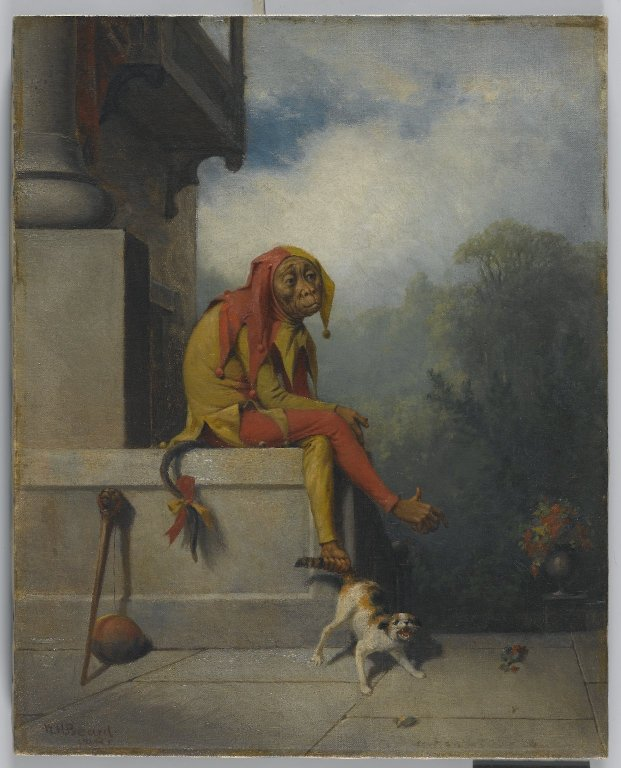
Вільям Холбрук Бірд. «Мавпа-блазень», бл. 1886 р. Бруклінський музей.
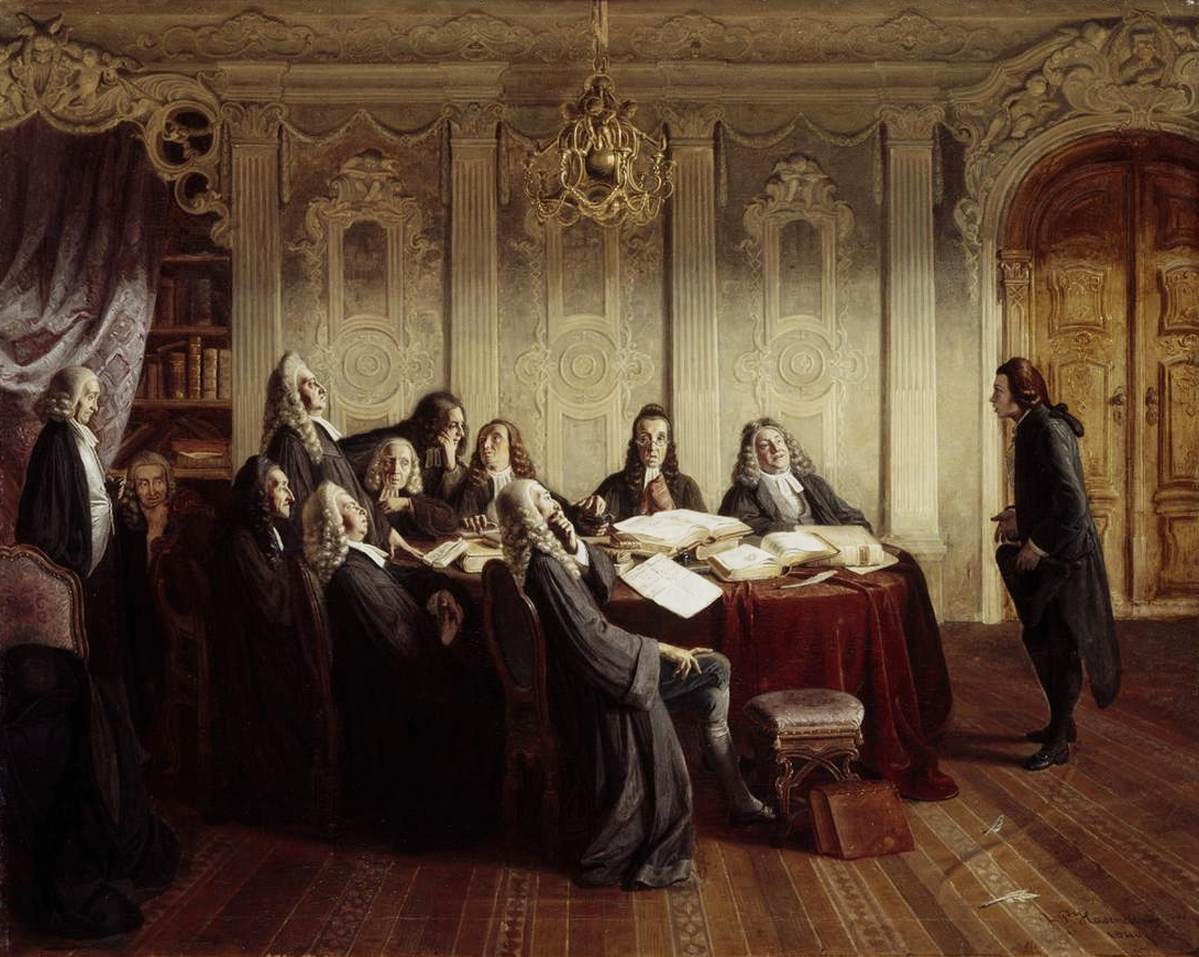
Йоган Петер Газенклевер. «Невдаха Йоган Джобз на екзамені з богослов'я», 1840 р.

## Фінансова підтримка
Майстри дюссельдорфської школи мали психологічну і фінансову підтримку. Серед тих, хто підтримував — берлінський банкір Йоахим Генріх Вільгельм Вагнер (1782—1861), приватні колекціонери П'єр Луї Равенета та ін. Останній володів галереєю у Берліні, де продавав картини дюссельдорфських виучеників. Приватна картинна галерея банкіра Вагнера перейшла до збірок Національної галереї в Берліні.
Власні бізнесові ділки працювали як у самому Дюссельдорфі, так і за його межами. Паризький художній критик 1864 року Александер Кантелуб навіть констатував: «На кожному кроці Ви знайдете твори Дюссельдорфської художньої школи».
Популяризації творів художників сприяли також запроваджені у академії техніки гравюри (дереворит, мідьорит, літографія). Популяризації живопису місцевої академії сприяв і провінційний характер міста, де тривалий час культурне життя було замінене лише художніми подіями у академії. Зміни прийшлися на період після 1871 р., після об'єднання німецьких князівств у одну державу і створення прусської імперії. Кількість мешканців Дюссельдорфа помітно збільшилась, отримали розвиток інші форми культури і значення школи зменшилось. На погіршення вартості художньої продукції дюссельдорфської школи вплинули також комерціалізація і провінційність художнього центру.

## Комерціалізація і історичні стилі

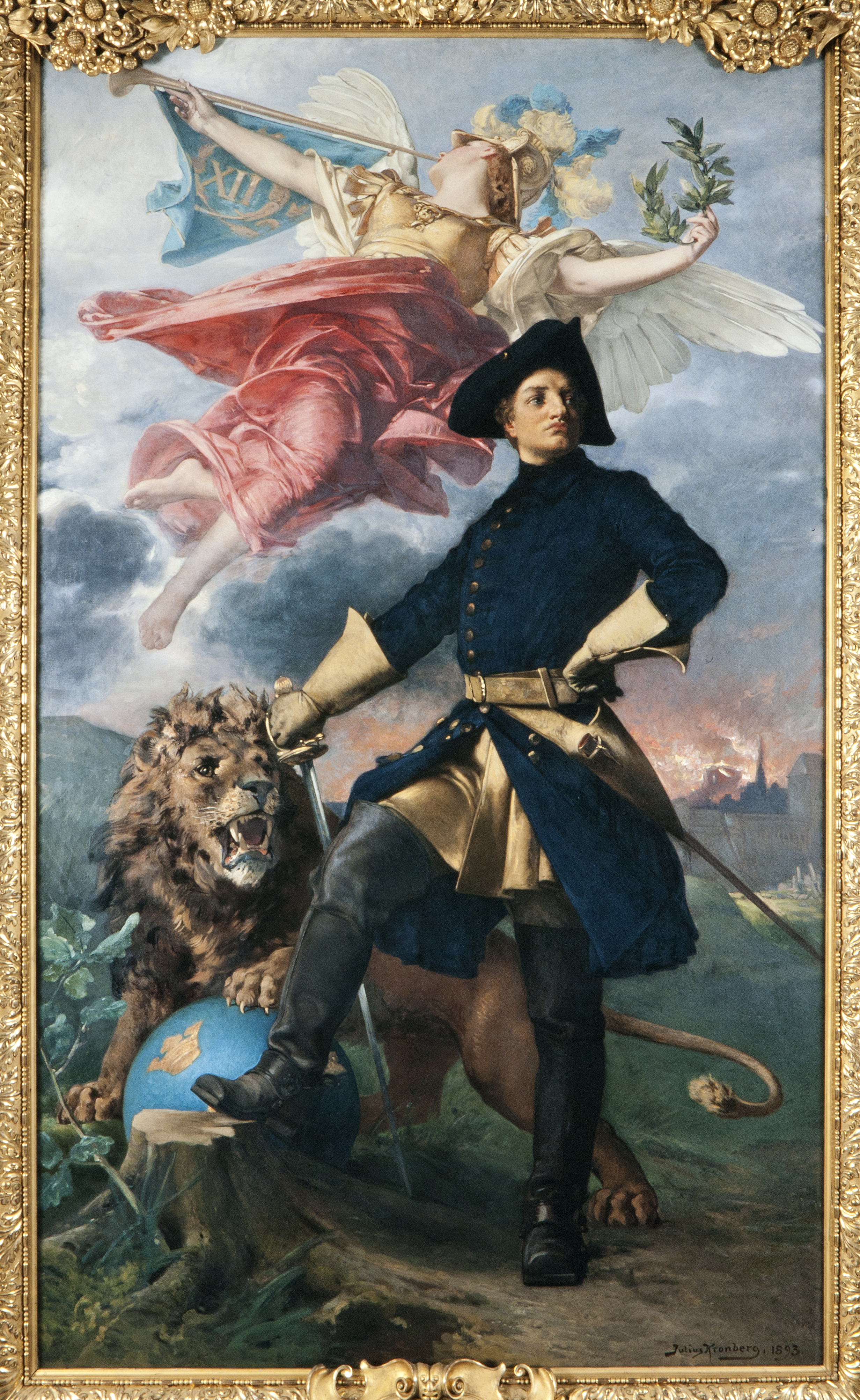
Юліус Кронберг. «Слава вінчає короля Швеції Карла ХІІ», Стокгольм.

У середині XIX ст. більшість представників дюссельдорфської школи втягнута в комерціалізацію мистецтва, позаяк пейзажний живопис отримав надзвичайну підтримку моди. Бути фінансово успішним художником на декотрий період означало бути пейзажистом.
XIX століття не спромоглось створити власний великий стиль, щоби домінував усе століття. Натомість розквітли так звані історичні стилі — неоготика, неоренесанс, неорококо, неогрек тощо. Представники дюсельдорфської школи теж звертались до неостилів. Так, художник Отто Ердман працював в стилістиці неорококо, створюючи вигадані побутові сценки з антуражем середини XVIII ст..
Юліус Кронберг створював салонні композиції в умовно історичному жанрі («Діана», «Сатир і німфа», «Давид перед царем Саулом»). В портреті «Слава вінчає короля Швеції Карла ХІІ», Стокгольм та в декоративних композиціях для столичних палаців, Кронберг використав стилістику необароко.

## Технологія імпресіонізму і новітні технічні впливи

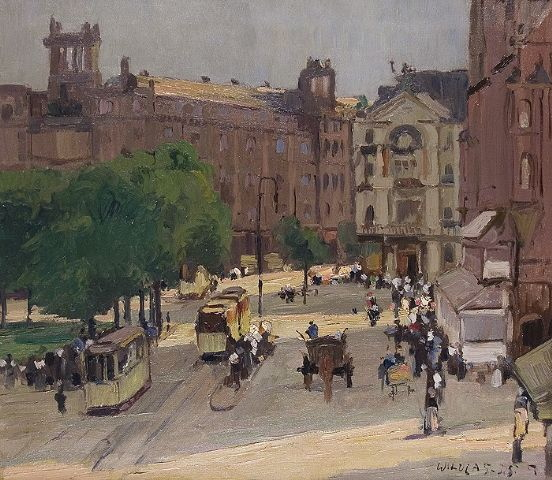
Віллі Лукас. «Дюссельдорф, Вільгельмплац», 1917 р.

У XIX столітті в техніці олійного живопису розпочались процеси відходу від обережного і тонкого накладання фарб, від вигладженого і закінченого емалевого шару. Ця техніка завжди була присутня в живопису на підготовчих етапах та на етапі створення ескізу, першої фіксації композиції мотиву, який зацікавив художника.
У XIX ст. розпочався процес звільнення від довготривалої і поетапної праці над картиною. Власну художню вартість почав отримувати і ескіз, якщо він фіксував цікавий мотив при збереженні товарної привабливості. На розповсюдження нової манери вплинули праця на пленері, відмова від муштабеля, фізично поганий зір низки художників, що прийшли у живопис. Значні проблеми із зором мала низка французьких імпресіоністів (класичний приклад — Клод Моне).
Нерізкі впливи на митців Дюссельдорфської школи мали твори представників Барбізонської школи, що підготували прихід художників предімпресіонізму і імпресіоністів у Парижі. Техніку підтримали і представники Гаазької школи. Серед представників дюссельдорфської школи обмежено використовував екізну манеру Освальд Ахенбах у пейзажних картинах.
До ескізної техніки гаазької школи був наближений німецький художник Макс Ліберман. В німецькому живопису розпочався процес подолання технічних вимог академізму з його підтримкою довгих штудій, ретельного малюнку, багатоетапного опрацювання картини, відхід як від ретельної технології, так і від традиційних академічних сюжетів.
В Німеччині у 1909 та у 1912 рр. відбулись дві виставки французьких художників (імпресіоністів і постімпресіоністів), де також були представлені Вінсент ван Гог, Поль Гоген, Пабло Пікассо, що використовували надзвичайно індивіуалістичну манеру з технологією олійними фарбами. На початку XX ст. артділери Франції перевели твори імпресіоністів і постімпресіоністів у статус новітніх класиків з метою надзвичайно підняти продажні ціни. Це вдалося і ціни на твори імпресіоністів постімпресіоністів на аукціонах у XX ст. досягли захмарного рівня. У престижну галузь перейшла ескізна і розхристана художня техніка.
У Дюссельдорфській академії з'явились власні викладачі, прихильники ескізної і розхристаної художньої техніки. Розпочався етап вивчення досвіду французьких художників (імпресіоністів і постімпресіоністів).
Художню техніку цих напрямків використовувало декілька виучеників дюссельдорфської школи різного ступня обдарованості. Серед них — Макс Кларенбах, Віллі Лукас, Волтер Офей, Макс Штерн, Фріц Вестердорф та інші.

## Представники

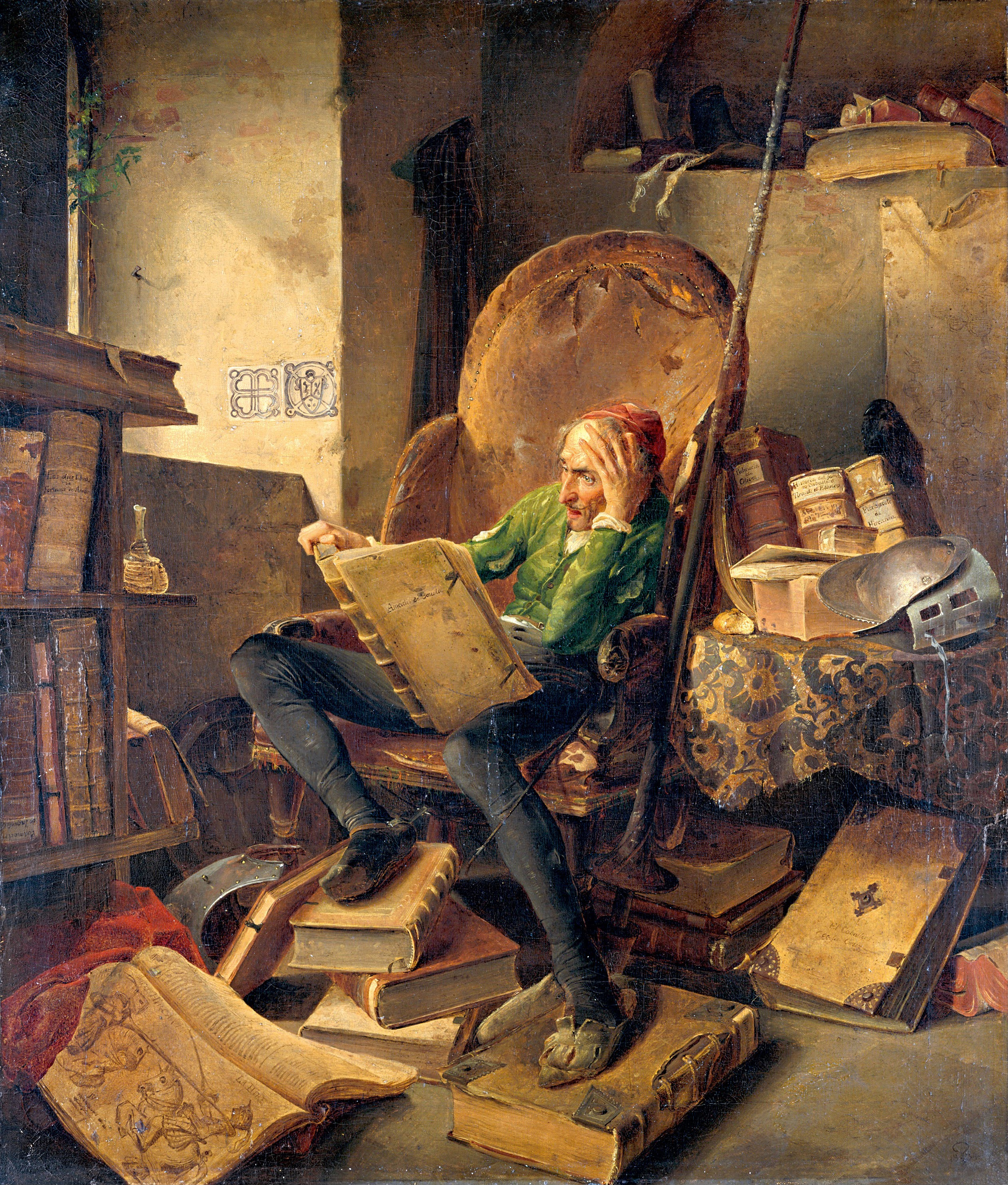
Адольф Шрьодтер. «Дон Кіхот у бібліотеці», 1834 р.

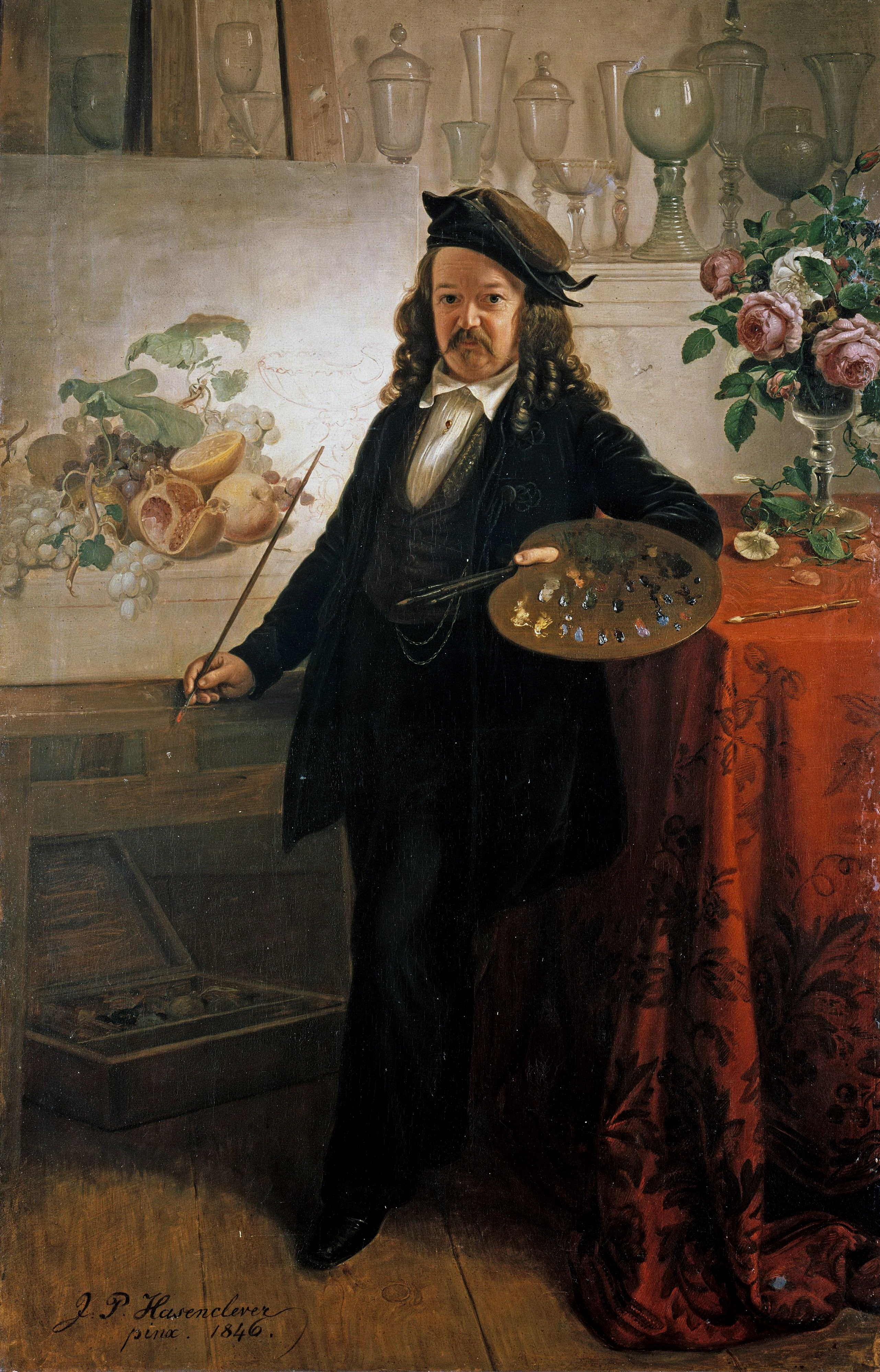
«Портрет Йогана Вільгельма Прейєра», майстра натюрмортів, 1846 р.

- Клеменс фон Циммерман (1788—1869), Німеччина
- Петер фон Корнеліус (1783—1867), Німеччина
- Ежен фон Жерар (1801—1901) Австралія, Британія
- Йоган Вільгельм Прейєр (1803—1889), Німеччина
- Георг Генріх Крола (1804—1879), Німеччина
- Адольф Шрьодтер (1805—1875), Німеччина
- Фрідріх Бозер (1809—1881), Німеччина
- Ернст Дегер (1809—1885), Німеччина
- Александр Калам (1810—1864), Швейцарія
- Якоб Бекер (1810—1872), Німеччина
- Йоган Петер Газенклевер (1810—1853), Німеччина
- Джордж Калеб Бінгем (1811—1879), США
- Карл Фрідріх Лессінг (1813—1875), Німеччина
- Андреас Ахенбах (1815—1910), Німеччина
- Вільгельм Капмхейзен (1818—1885), Німеччина
- Едвард Бейєр (1820—1865), Німеччина
- Бернар Фріз (1820—1879), Німеччина
- Август Бекер (1821—1887), Німеччина
- Вільям Холбрук Бірд (1823—1900), США
- Істмен Джонсон (1824—1906), США
- Йоган Вільгельм Кордес (1824—1869), Німеччина
- Маркус Ларсон (1825—1864), Швеція
- Арнольд Беклін (1827—1901), Швейцарія, Італія
- Освальд Ахенбах (1827—1905), Німеччина
- Август Каппелен (1827—1852), Норвегія
- Еміль Гюнтен (1827—1902), Німеччина
- Джеймс МакДаугал (James McDougal Hart 1828—1901), Сполучені Штати
- Мортен Мюллер (1828—1911)
- Ансельм Фейєбах (1829—1880), Німеччина
- Ерік Бодом (1829—1879), Норвегія
- Альберт Бірштадт (1830—1902), США
- Петер Микола Арбо (1831—1892), Норвегія
- Шишкін Іван Іванович (1832—1898), Російська імперія
- Отто Ердман (1834—1905), Німеччина
- Амалдус Нільсен (1838—1932), Норвегія
- Девід Едвард Кронін (1839—1925), США
- Фанні Кюрберг (1845—1892), Швеція (Фінляндія)
- Густав Олаф Цедерстрьом (1845—1933) Швеція
- Ернст Крофтс (1847—1911), Велика Британія
- Ганс Даль (1849—1937), Норвегія
- Юліус Кронберг (Julius Kronberg 1850—1921), Швеція
- Ганс фон Бартельс (1856—1913), Німеччина
- Фредерік Везин (1859—1933), США
- Генріх Вогелер (1872—1942), Німеччина
- Макс Кларенбах (1880—1952), Німеччина
- Вільгельм Дегоде

## Роботи представників школи

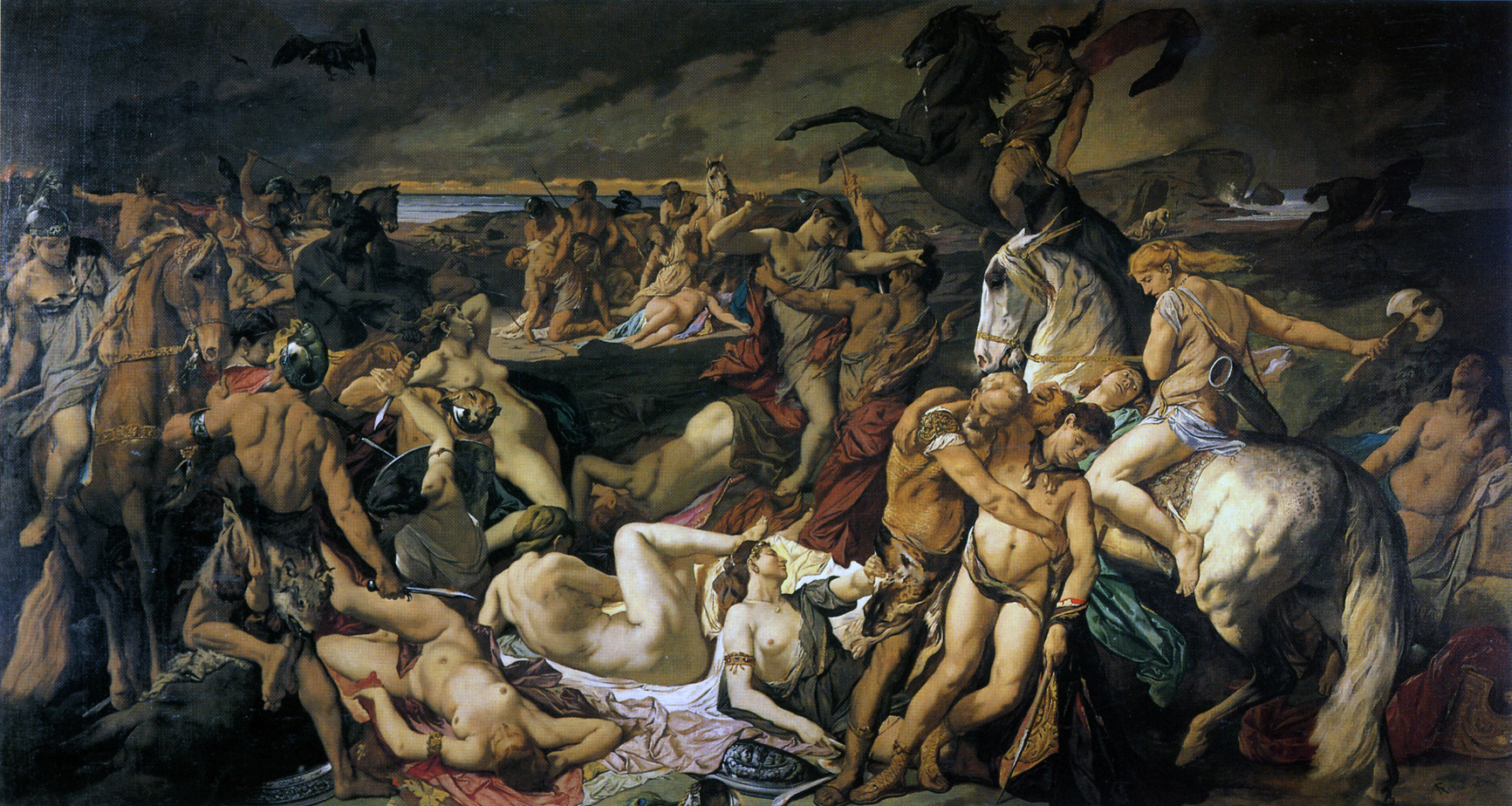
Ансельм Фейєрбах. «Баталія з амазонками». 1873 р., Національний німецький музей.
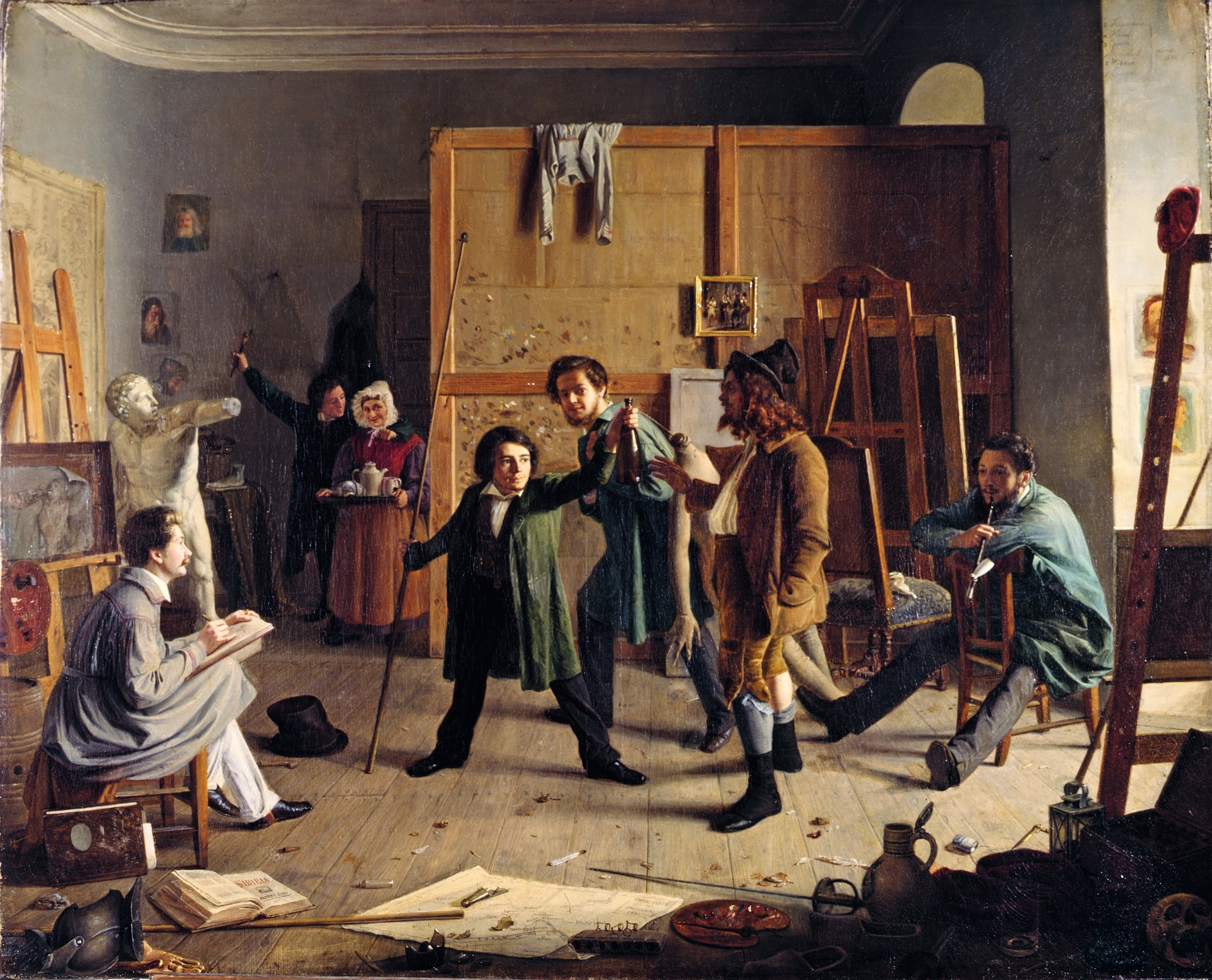
Йоган Петер Газенклевер. «Майстерня художника», 1836 р.
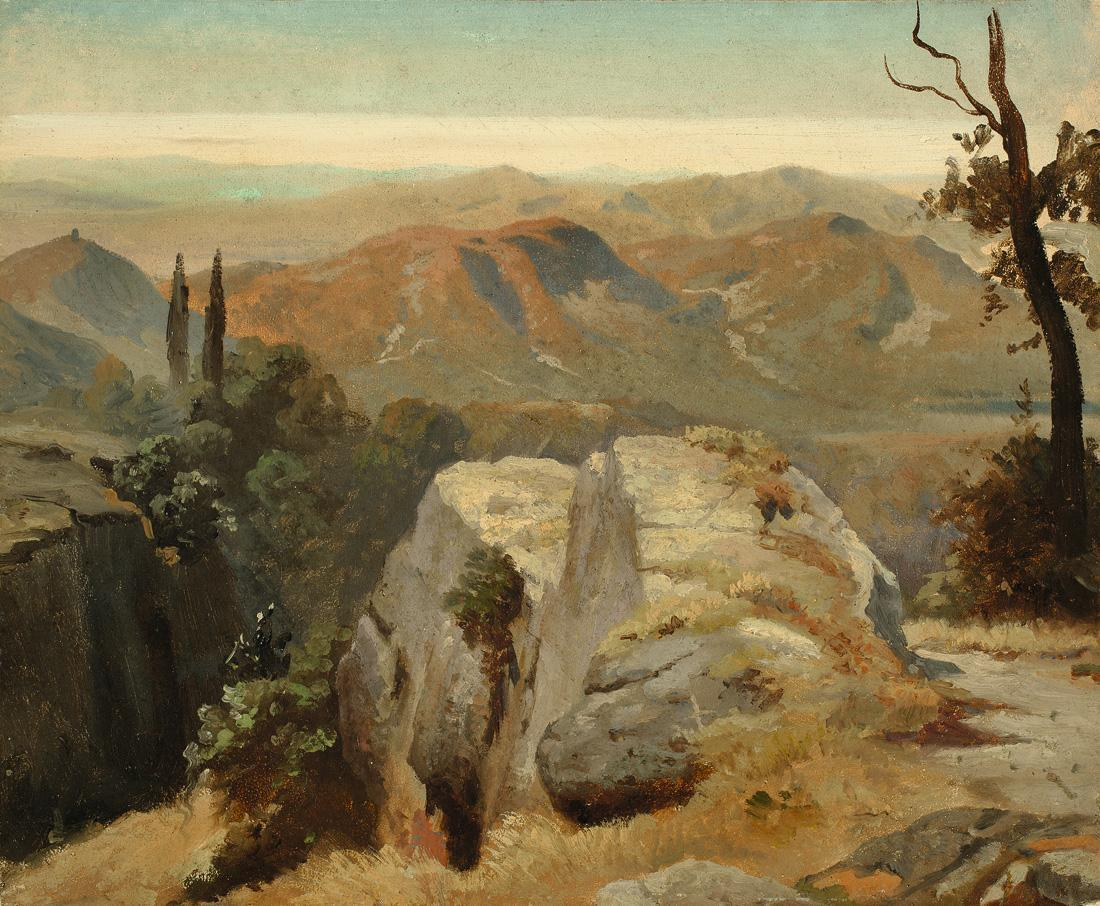
Освальд Ахенбах. «Пейзаж у гірській Італії», 1845
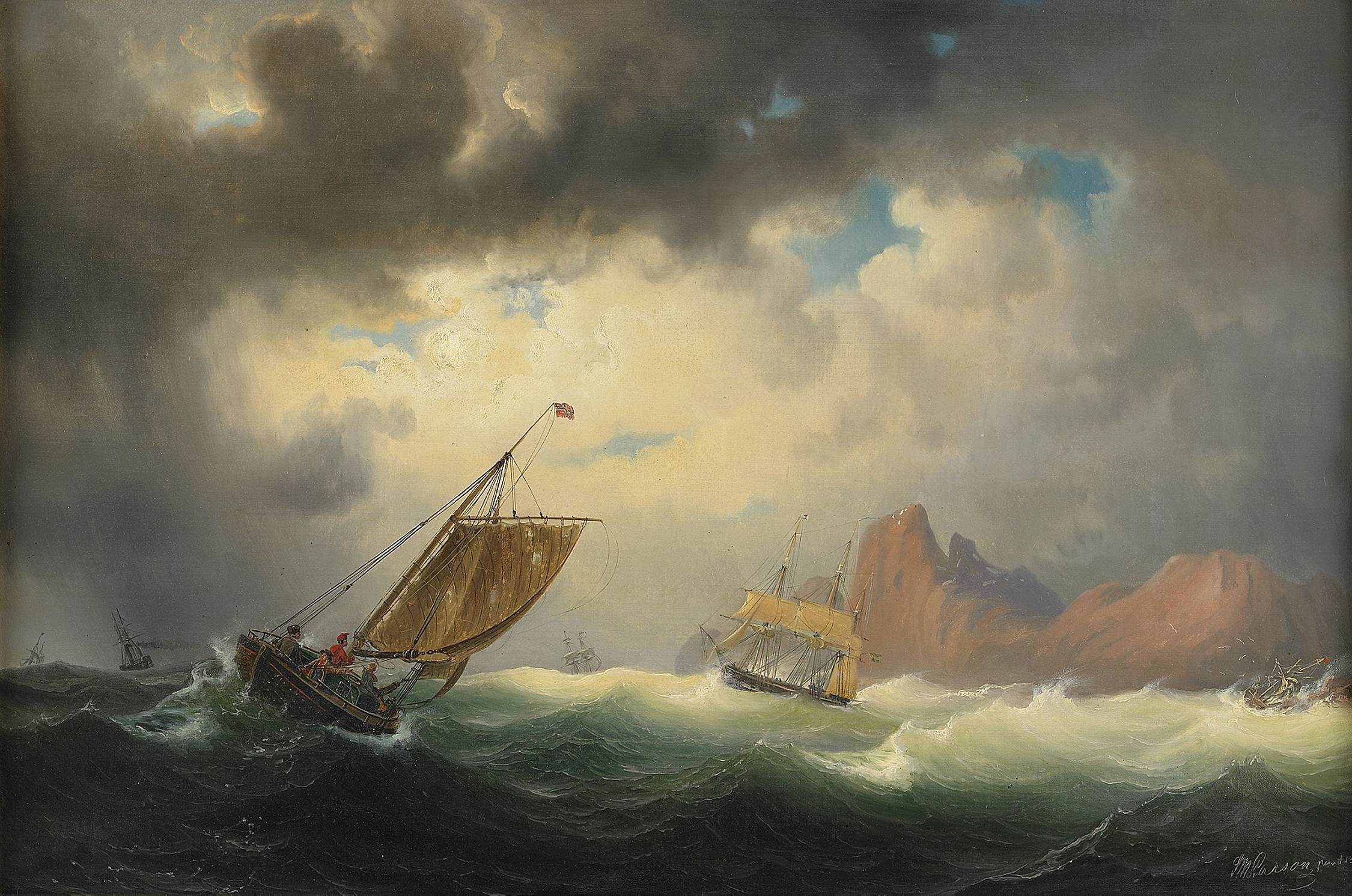
Маркус Ларсон. «Човни в океані під час шторму», 1852
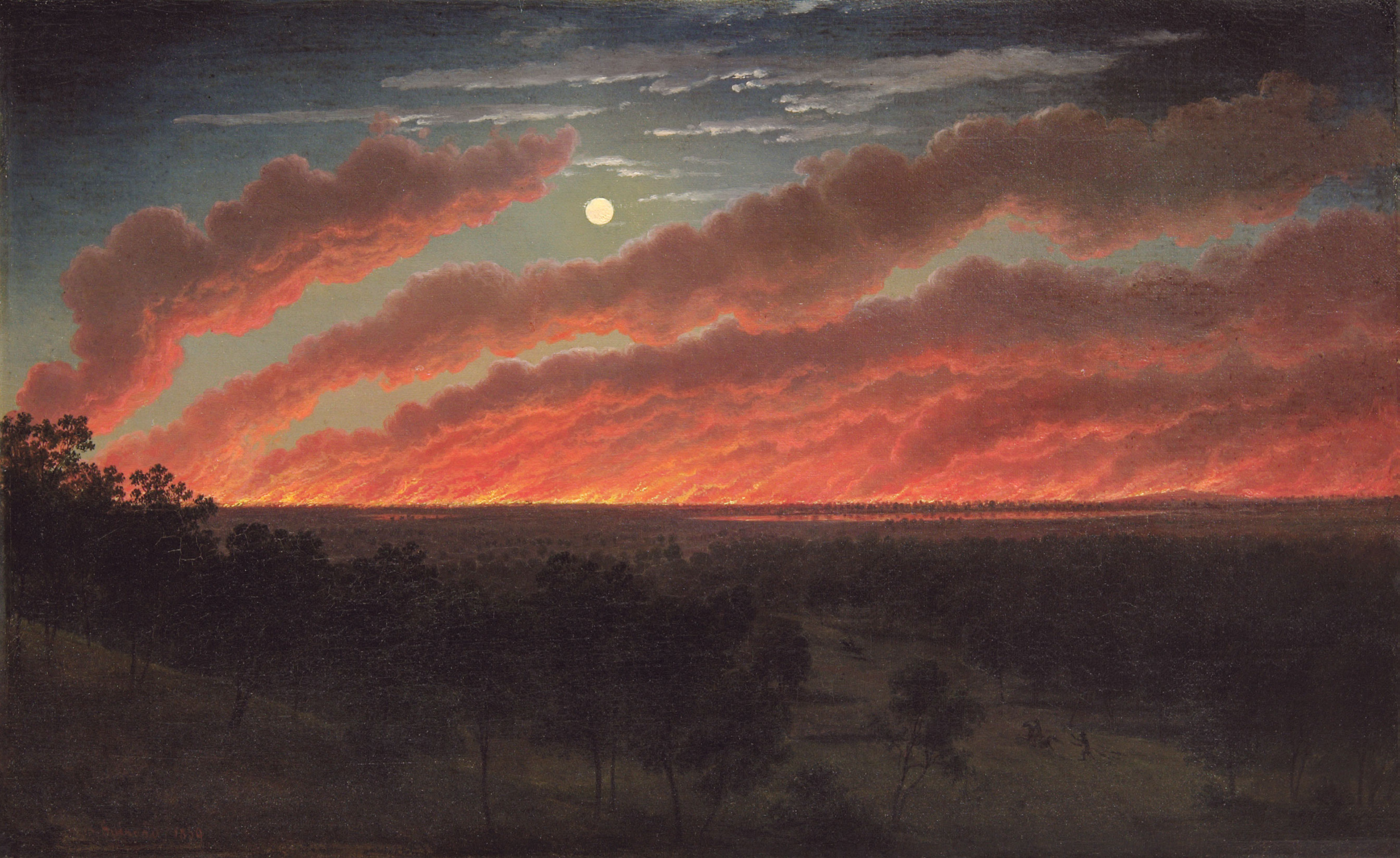
Ежен фон Жерар. «Пожежа в лісі Австралії», 1857 р.
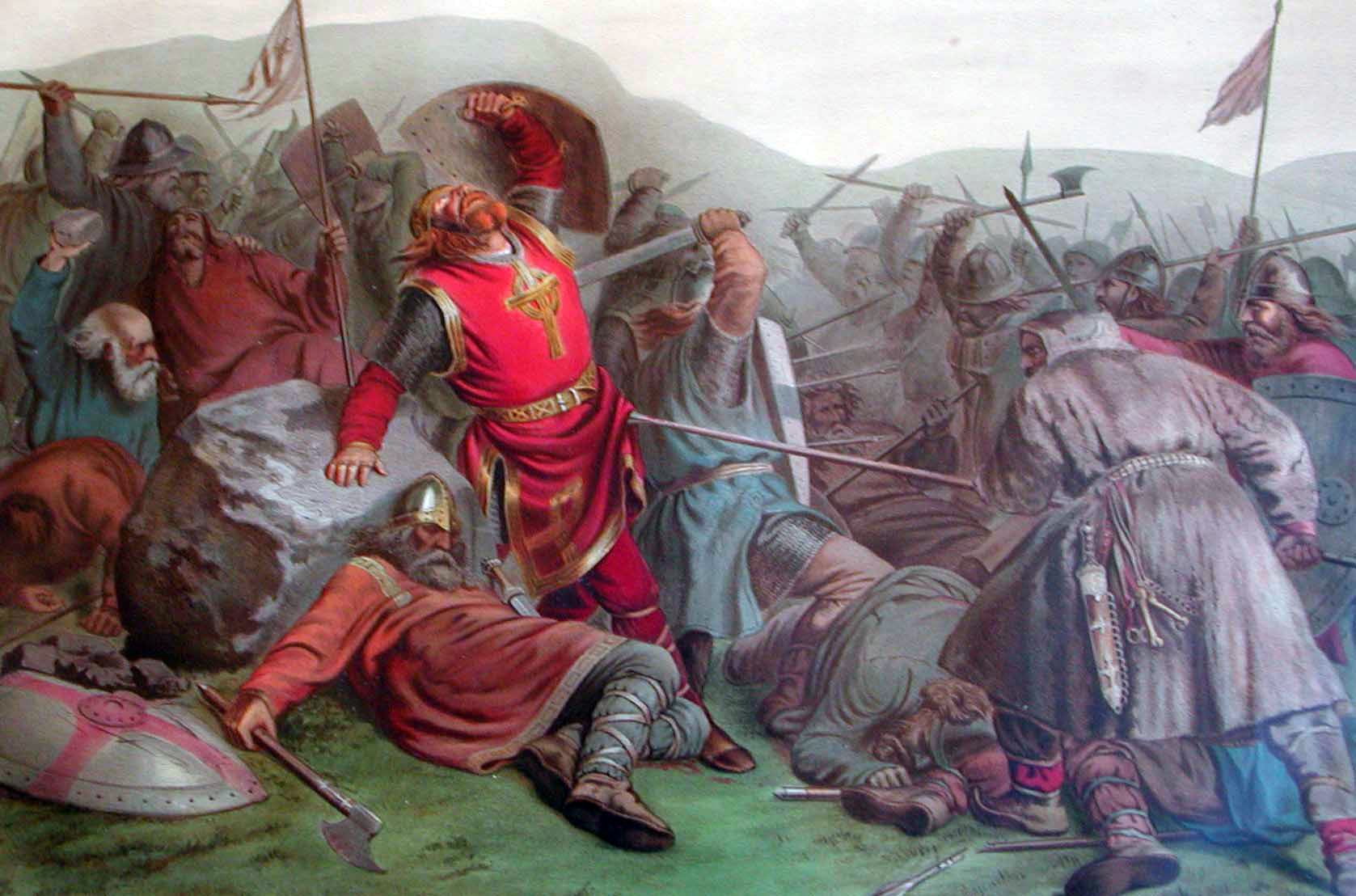
Петер Ніколай Арбо. «Смерть короля Олафа Харальдсона», 1859 р.
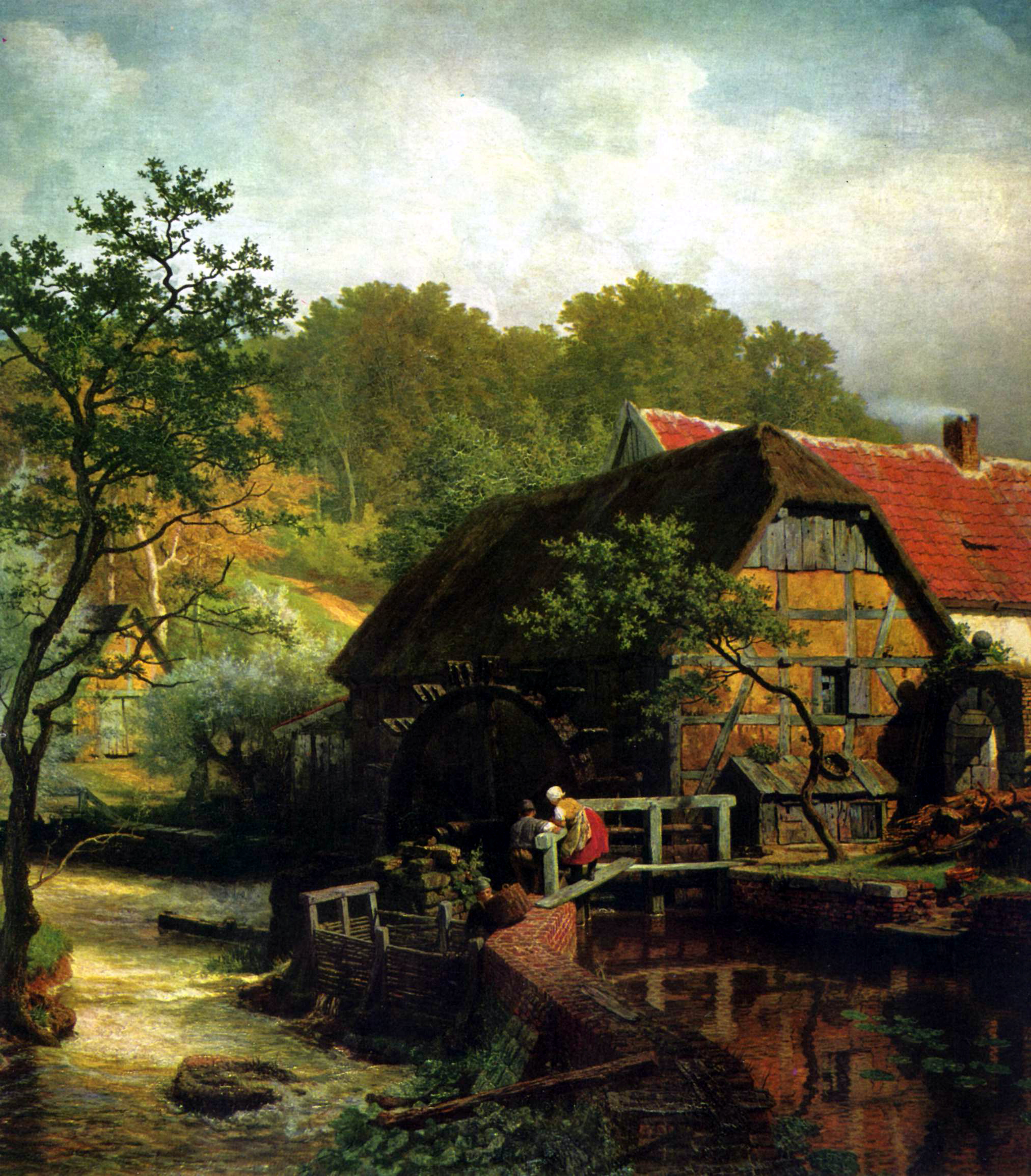
Андреас Ахенбах. «Водяний млин у Вестфалії», 1863
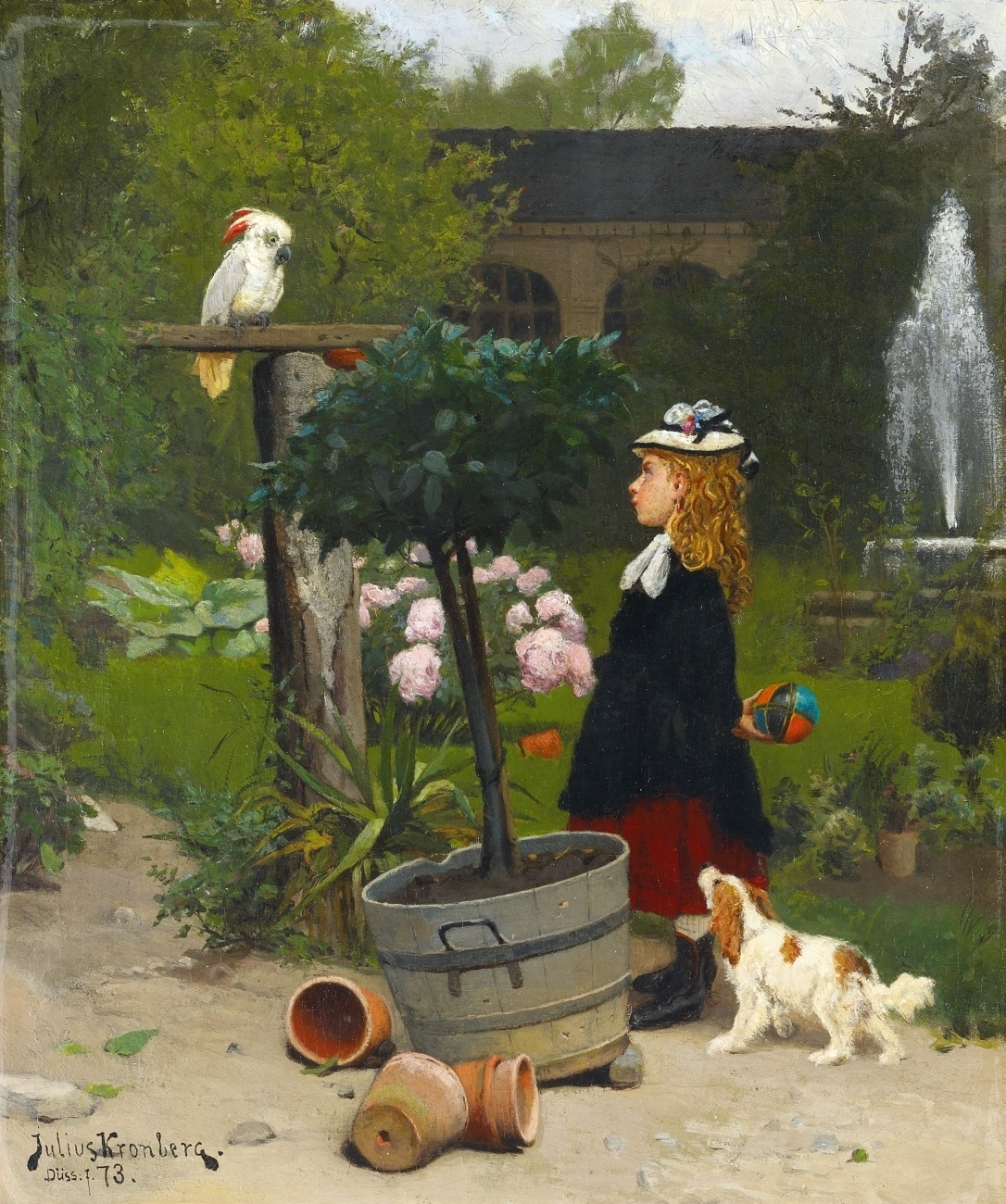
Юліус Кронберг. «Білий папуга», 1873 р.
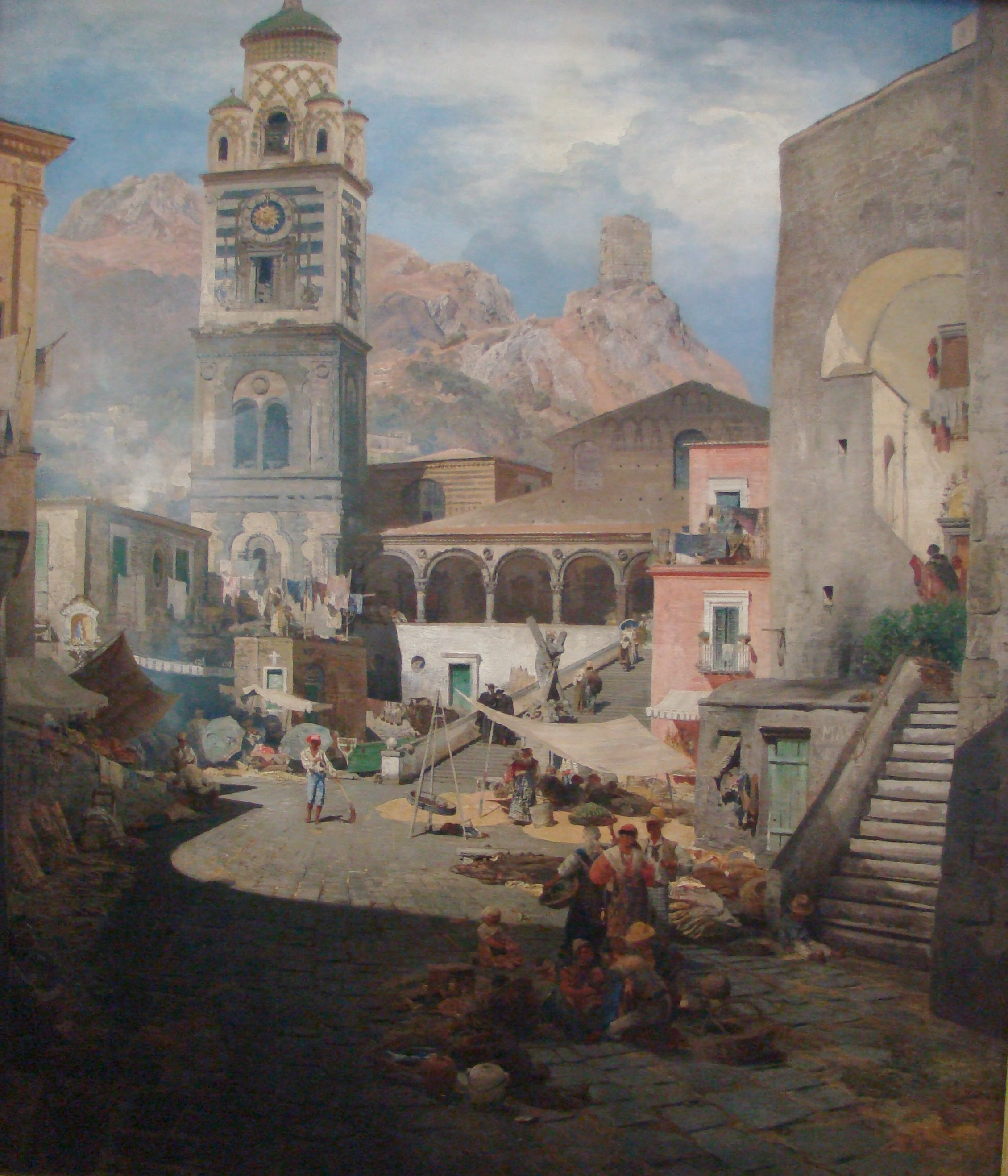
Освальд Ахенбах. «Ринкова площа у Амальфі», 1876
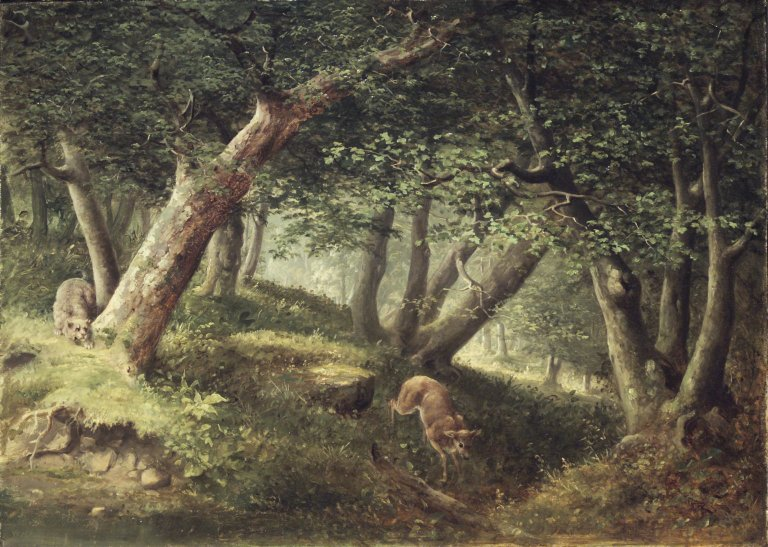
Вільям Холбрук Бірд. «В лісі», 1856, Бруклінський музей
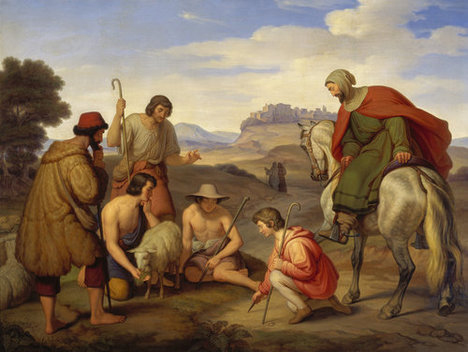
Клеменс фон Циммерман. «Художник Чимабуе зустрів молодого Джотто», 1841 р.
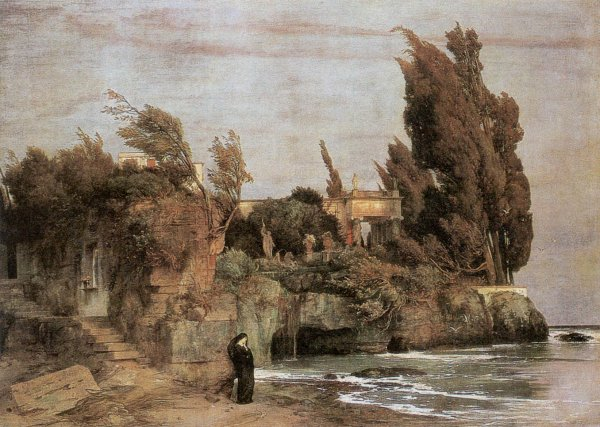
Арнольд Беклін. «Вілла біля моря», 1865 р., Монако
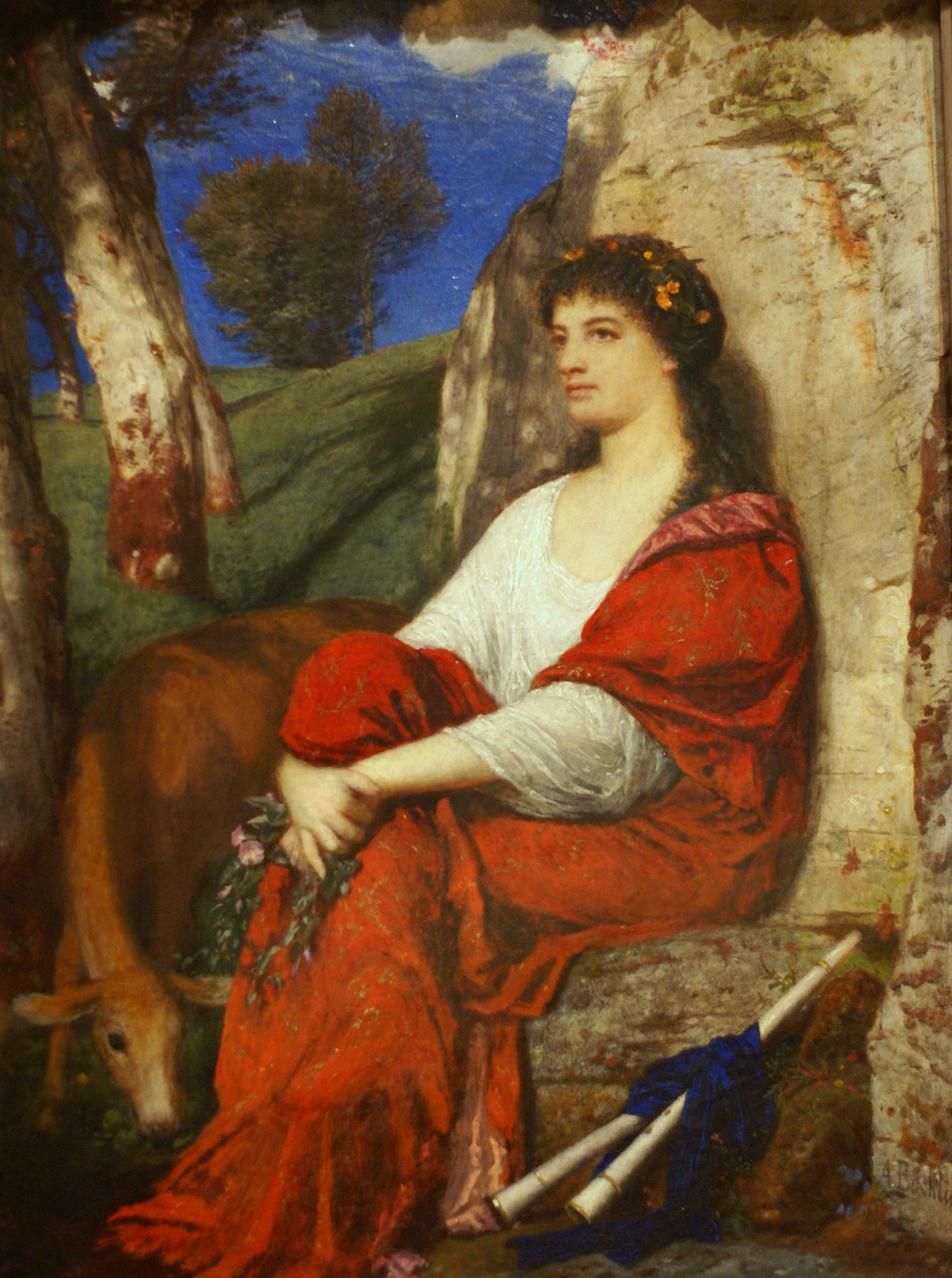
Арнольд Беклін. «Муза Евтерпа», покровителька ліричної поезії, 1872 р.
Еміль Гюнтен. «Француз-вершник з військовим дорученням», 1872 р.
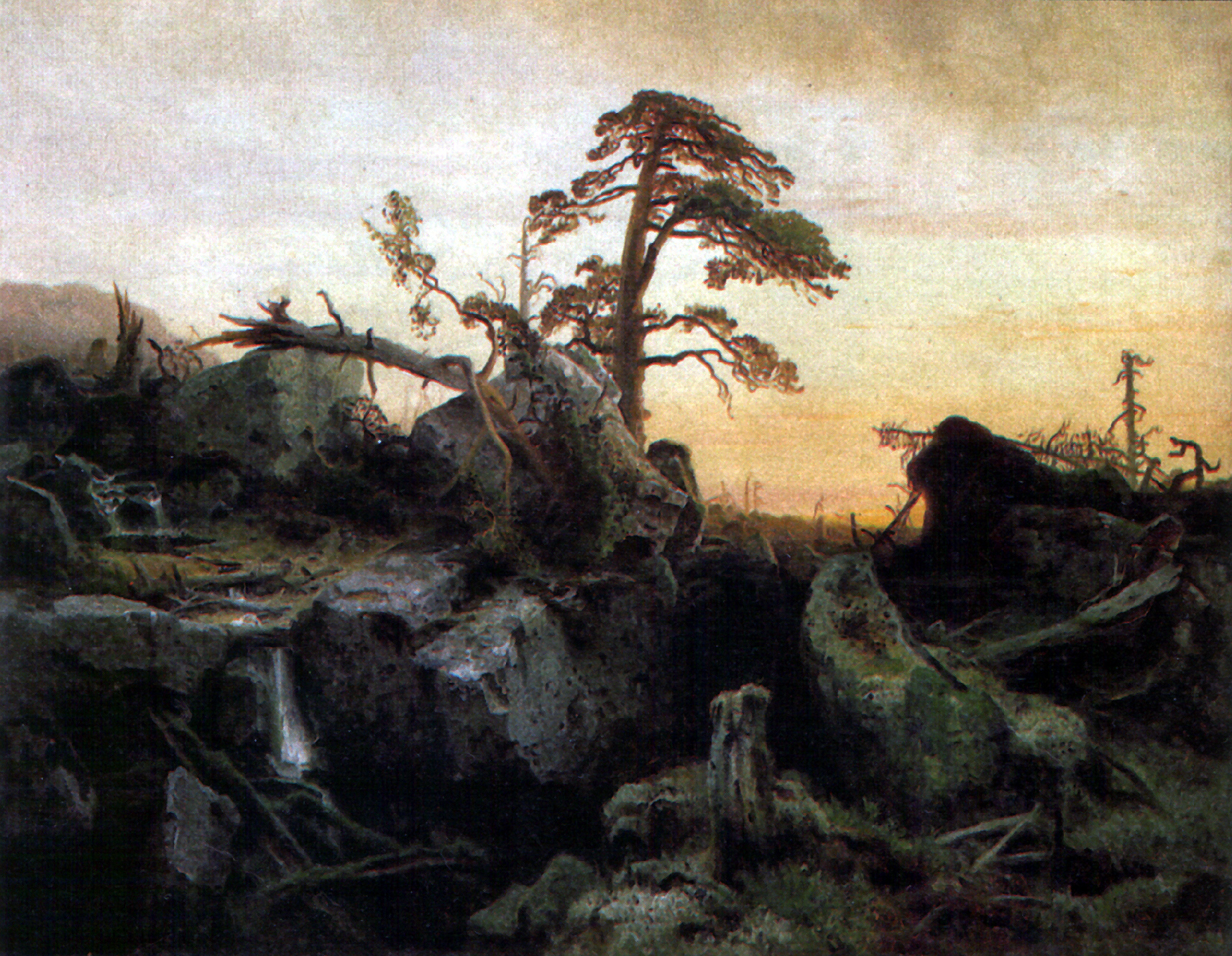
Август Каппелен. «Залишки старого лісу», 1851 р.
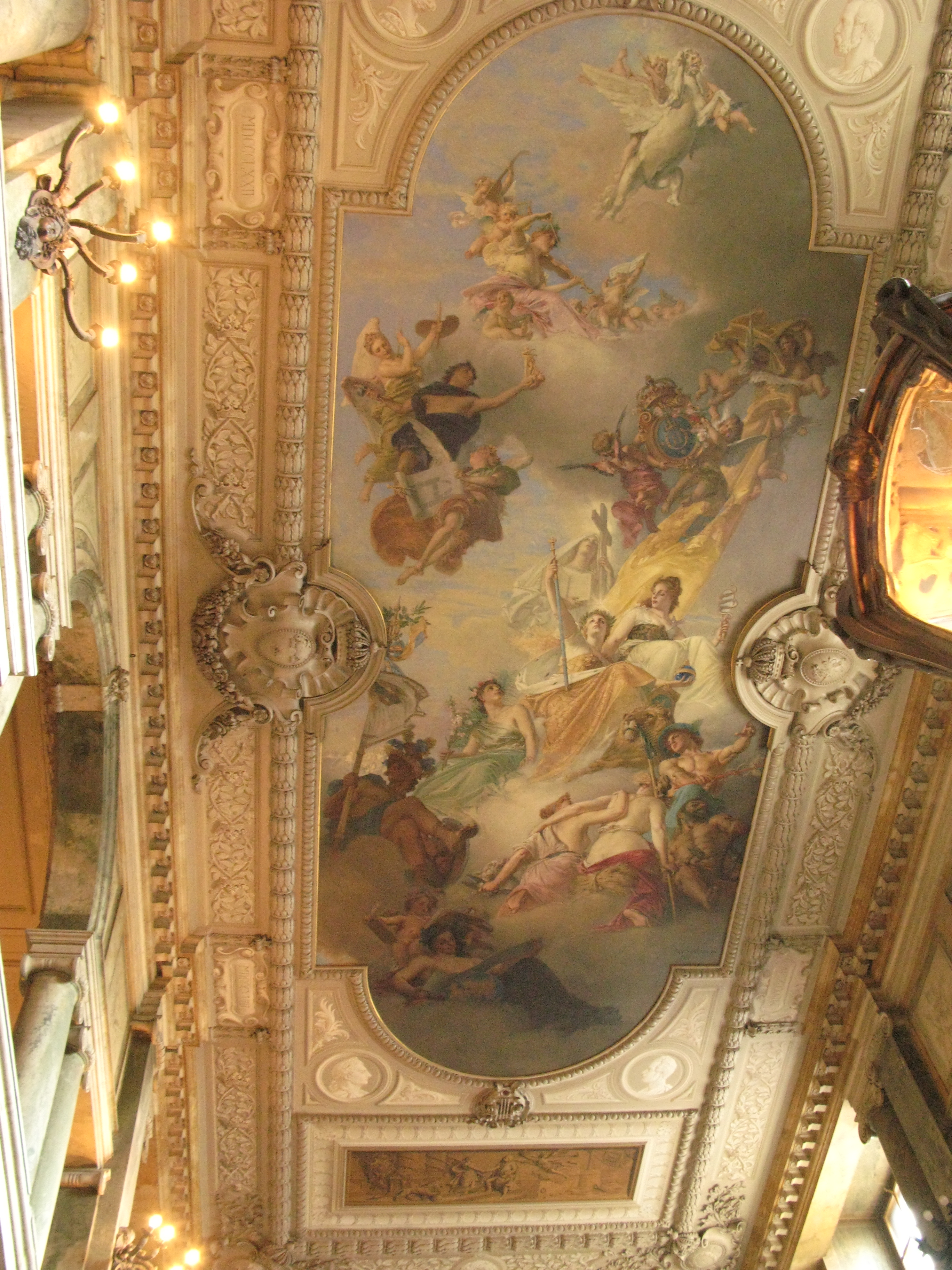
Юліус Кронберг. Плафон, Королівський палац, Стокгольм.